# 야시카 6×6 TLR
야시카 6×6 TLR(Yashica 6×6 TLR)은 1957년 생산되었다.
처음으로 출시된 크랭크 전진 타입의 카메라는 야시카 매트였다.
랜즈는 75-mm 3.5 Lumaxar이다.  야시카 매트는 루마사르 나 야시논 랜즈를 사용하였다.
셔터 속도는 1, 1/2, 1/5, 1/10, 1/25, 1/50, 1/100, 1/250, 1/500초이다.
야시카 매트 엘엠은 1958년 출시되었으며 엘엠은 라이트 메터를 의미한다.